# Khuôn viên trường

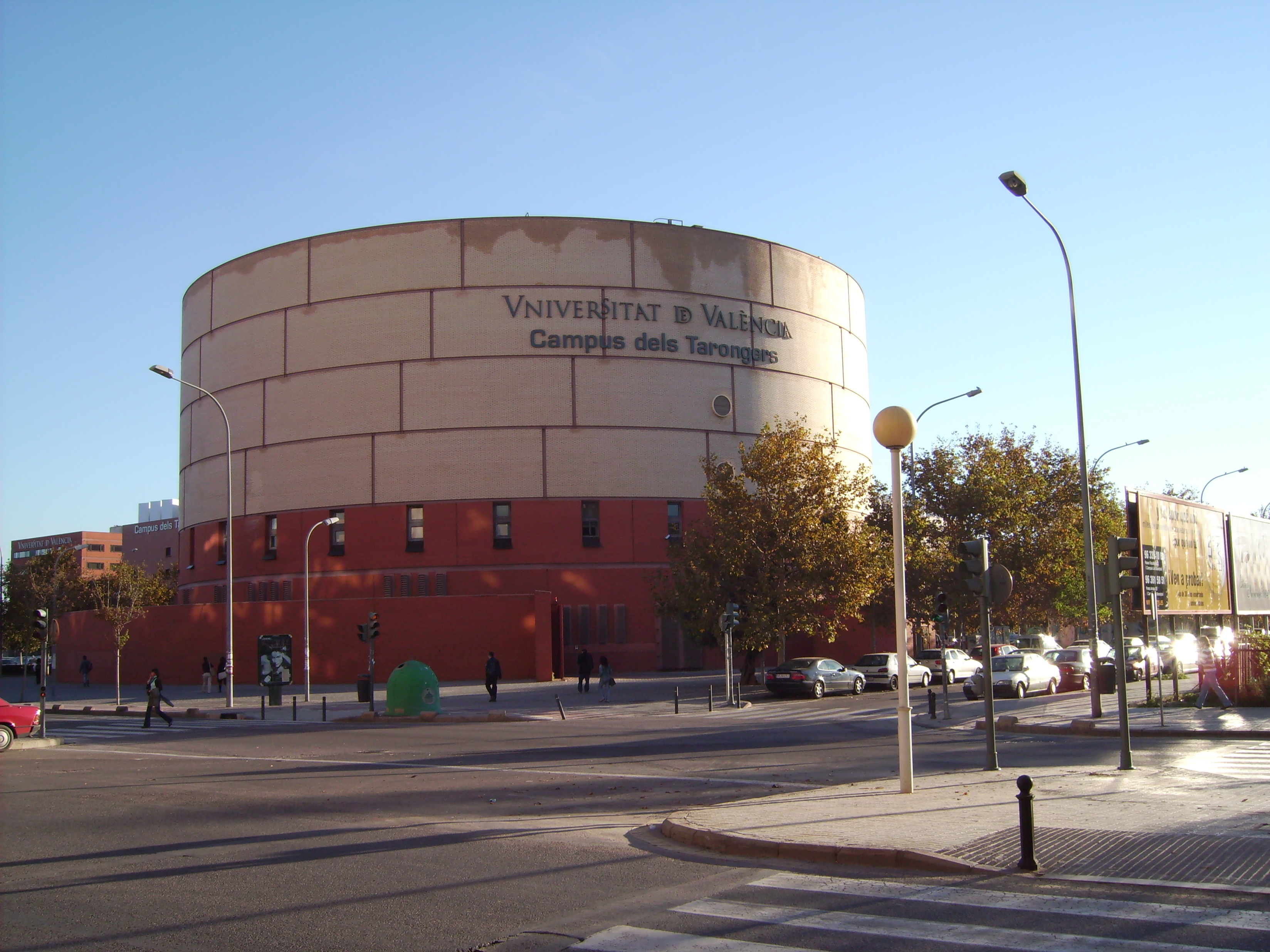
Khuôn viên Đại học Valencia

Khuôn viên trường (tiếng Anh: Campus) là toàn bộ phần đất của một trường đại học hoặc học viện. Trong khu vực này, thường người ta sẽ xây dựng các tòa nhà học, tòa nhà hiệu bộ, thư viện cũng như sân trường, vườn cây.

## Hình ảnh

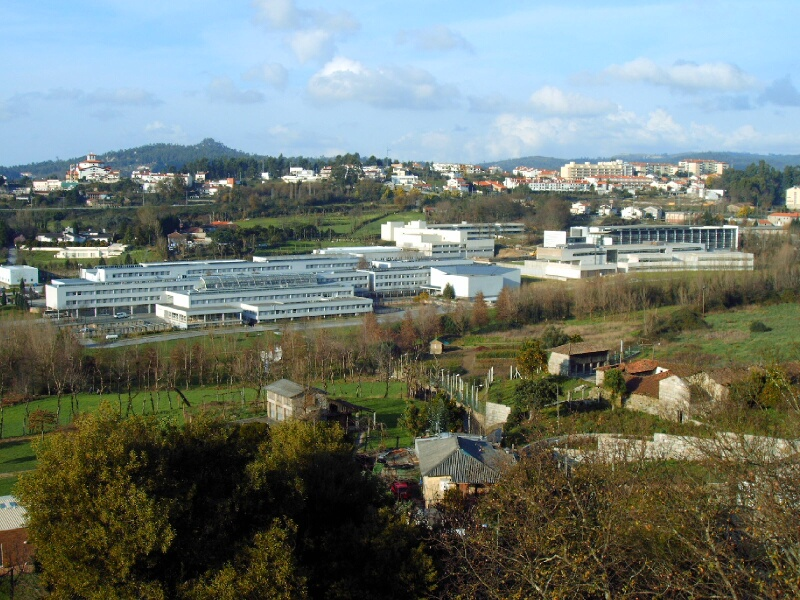
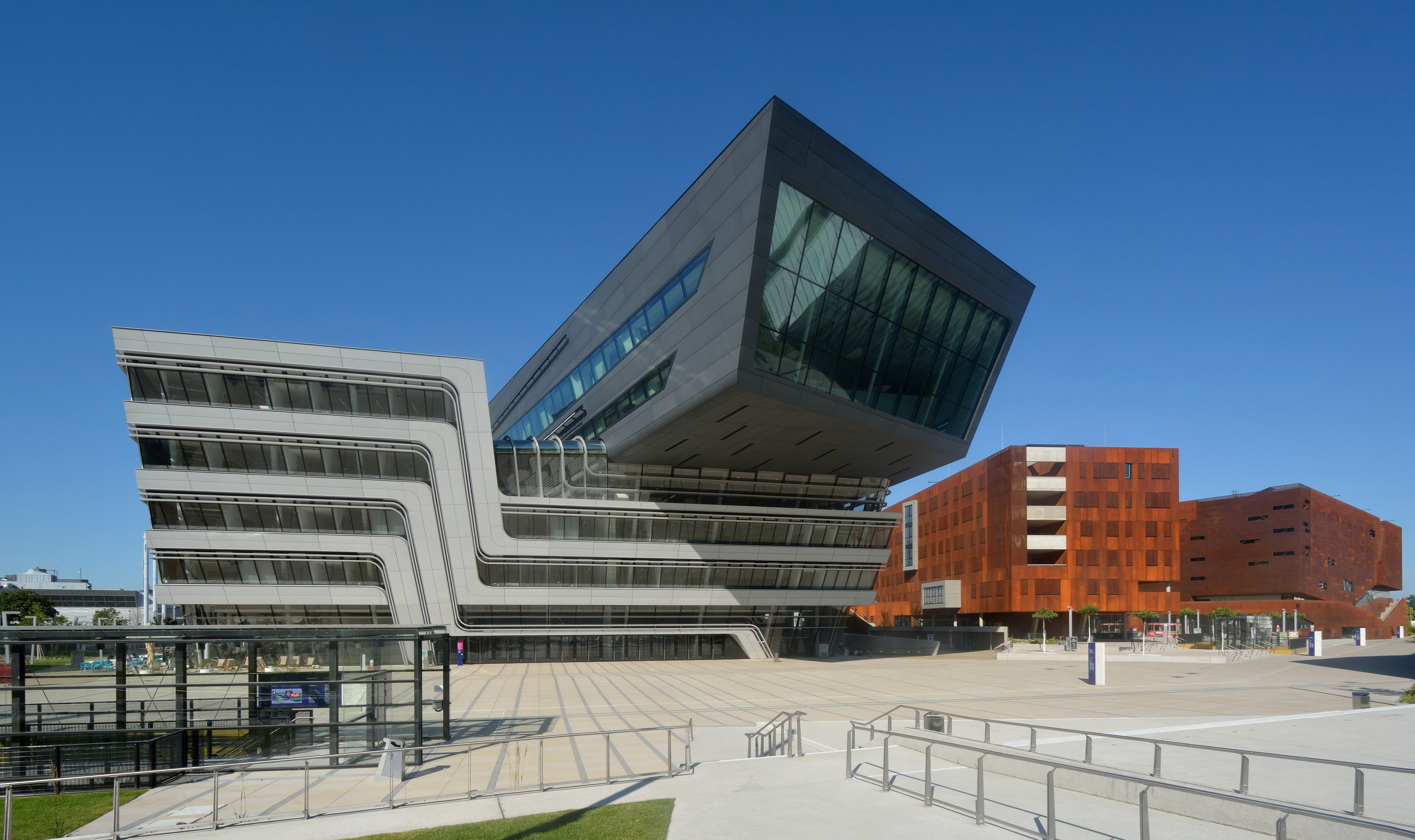
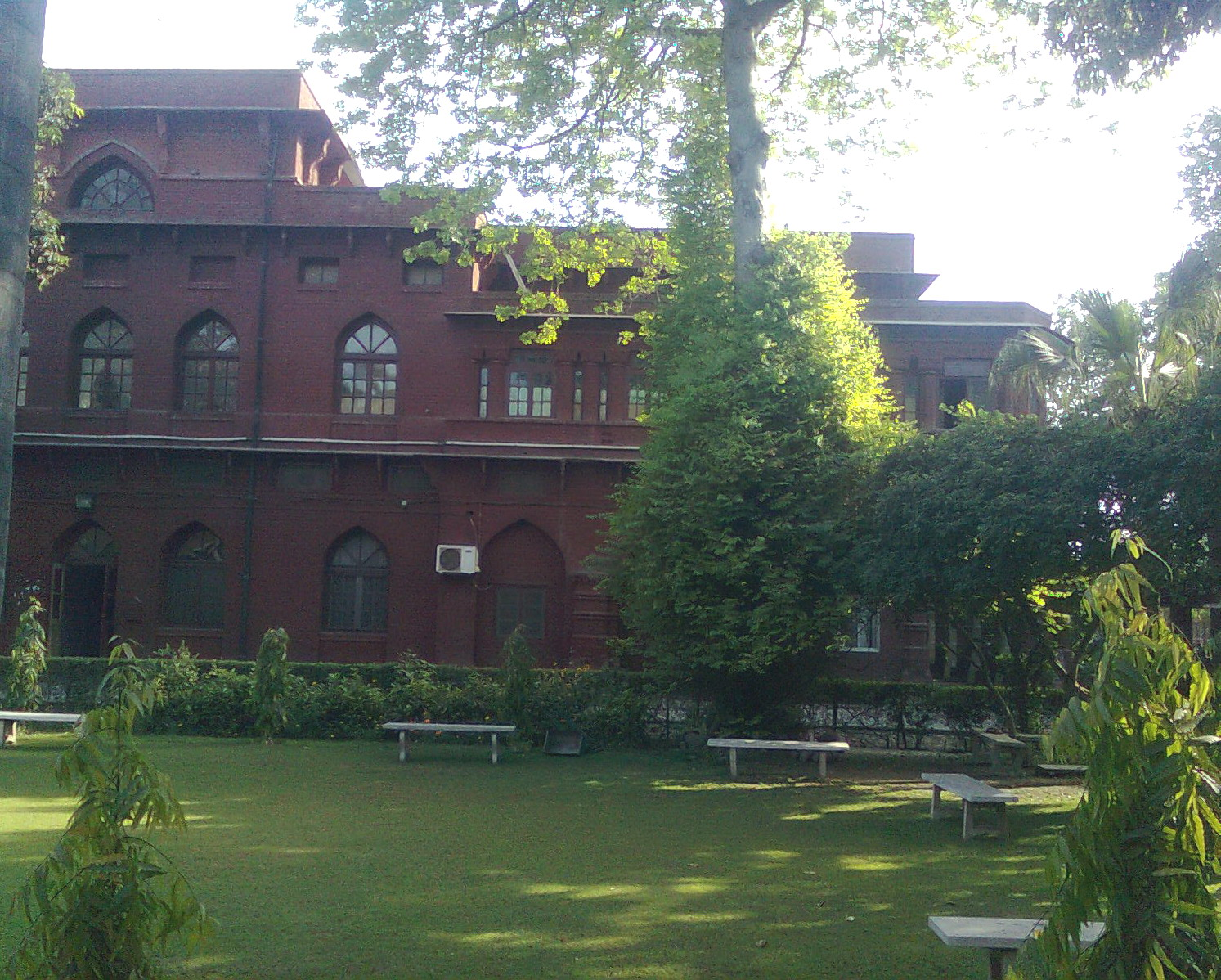
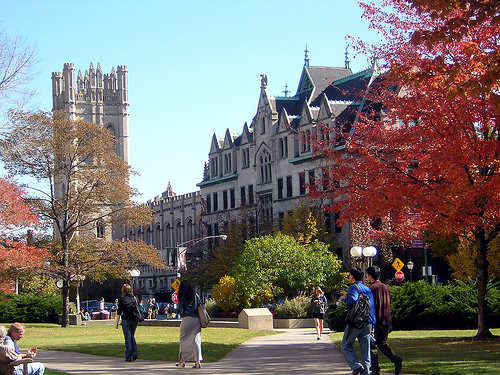
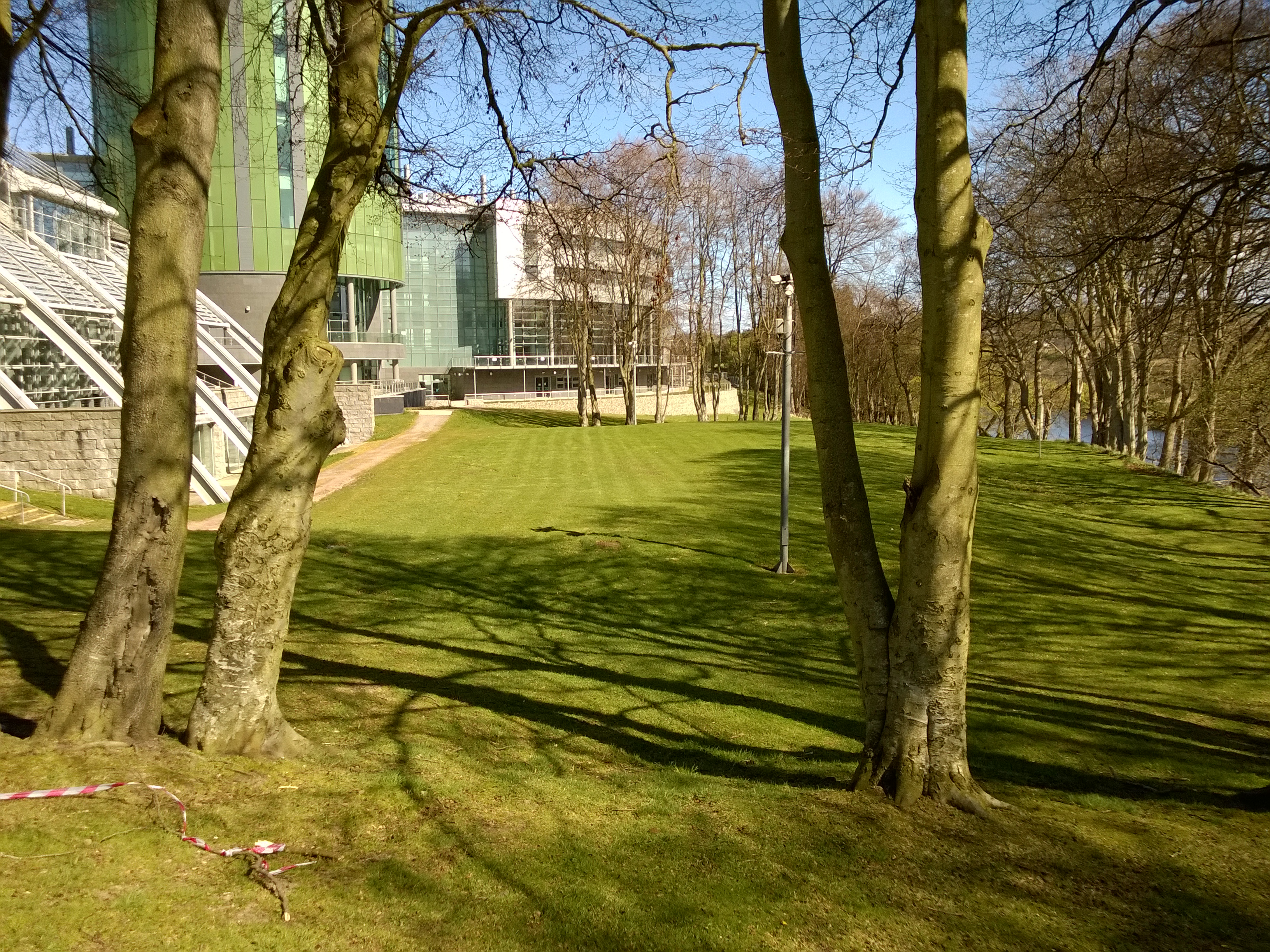